# Tần thời Minh Nguyệt
Tần thời Minh Nguyệt (tiếng Trung: 秦时明月; bính âm: qín shí míng yuè, tên tiếng Anh: The Legend of Qin hoặc Qin's Moon) là một loạt phim hoạt hình CG Trung Hoa. Kịch bản phim dựa trên tiểu thuyết cùng tên của một tác gia Đài Loan là Ôn Thế Nhân (溫世仁 - Wen Shiren). Đây là phim hoạt hình võ thuật 3D đầu tiên của Trung Quốc, được sản xuất bởi công ty khoa kĩ Huyền cơ Hàng Châu (Hangzhou StarQ) ở Hàng Châu, Chiết Giang. Tiêu đề phim mang ý nghĩa là "trăng sáng thời Tần", được trích từ một bài thơ nổi tiếng. Phim đề cập đến tên của hai nhân vật chính: Minh trong Thiên Minh, Nguyệt trong Nguyệt Nhi.
Loạt phim truyền hình này được chiếu khắp Trung Quốc vào dịp Tết Nguyên đán 2007.

## Bối cảnh
Bối cảnh loạt phim truyền hình này được bắt đầu từ việc xây dựng đế chế đầu tiên của Trung Hoa: nhà Tần và kết thúc khi kinh đô Hàm Dương bị xâm nhập bởi quân nước Sở. Hành trình của loạt phim này kéo  dài 30 năm (cả phần ký ức). Phim kể về một bậc hảo hán tên Thiên Minh, mang dòng máu của anh hùng, trưởng thành và cũng thành một bậc anh hùng, cũng như sự thay đổi phát triển của lịch sử và tài năng của anh ấy. Bộ phim khơi gợi cảm hứng ở sự kết hợp giữa võ hiệp, viễn tưởng và lịch sử, dẫn dắt khán giả đến những cao trào của câu chuyện cũng như vẻ hoa lệ và xinh đẹp cổ kính của thế giới Trung Hoa 2 nghìn năm trước.

## Tổng quan

### Tiền truyện
Kinh Kha Ngoại Truyện
(Tác phẩm mở đầu vào năm 2004, gồm 1 tập 40 phút, không được chính thức công bố)

### Chính truyện 3D
- Phần 01: Bách Bộ Phi Kiếm (10 tập – 2007)
- Phần 02: Dạ Tận Thiên Minh (18 tập – 2008)
- Phần 03: Bách Gia Chư Tử (34 tập – 2010)
- Phần 04: Vạn Lý Trường Thành (37 tập – 2012)
- Phần 05: Quân Lâm Thiên Hạ (75 tập – 2015)
- Phần 06: Thương Hải Hoành Lưu (36 tập - 2020)
- Phần 07: Vong Tần Tất Sở (?tập - ?)

### Phim Điện ảnh 3D
- Bộ 01: Long Đằng Vạn Lý (2014)
- Bộ 02: Kiếm Linh Truyền Kỳ
- Bộ 03: (Chưa rõ)

### Phần đặc biệt - OVA
- Seri OVA: Thiên Hành Cửu Ca
- Không Sơn Điểu Ngữ - Phần đặc biệt về Bạch Phụng (03 tập – 2014)
- La Sinh Đường Hạ - Phần đặc biệt về Thiếu Tư Mệnh (01 tập – 2014)
- Đế Tử Giáng Hề - Phần đặc biệt về Tương quân, Tương phu nhân (01 tập - 2015)

### Ngoại truyện 2D
- (Anime 2D Chibi)
- Tiếu Sấm Giang Hồ (02 phần, 104 tập – 2010, 2011)

### Khác
- Phim truyền hình Tần Thời Minh Nguyệt 2015 (58 tập).

## Nội dung
Lấy bối cảnh thời cuộc lúc bấy giờ đã định, nhưng loạn thế chưa chấm dứt. Thiên hạ đệ nhất kiếm khách, cận vệ của Tần Thủy Hoàng, Cái Nhiếp, dẫn con trai của một cố nhân, lẩn tránh sự truy sát của Tần Vương. Lúc này cậu bé Thiên Minh vẫn hoàn toàn không hay biết gì về thân phận thực sự của mình. Bàn tay số mệnh dần dần cuộn mở bức tranh tươi sáng. Tại biên cảnh Tần quốc, Tàn Nguyệt cốc, Cái Nhiếp một người một kiếm diệt 300 thiết kỵ quân Tần. Doanh Chính phẫn nộ, lệnh cho thừa tướng Lý Tư phải tìm cách diệt trừ tất cả thế lực chống Tần. Lý Tư đề xuất sách lược dĩ độc công độc, dùng giang hồ để diệt giang hồ.
Quỷ Cốc truyền nhân - quý tộc nước Hàn là Vệ Trang, 12 năm trước vốn là đồng môn sư đệ với Cái Nhiếp, lúc nào cũng nung nấu ý định đánh bại Cái Nhiếp, đoạt lấy danh hiệu đệ nhất kiếm. Vì vậy y đã bất chấp nhục thân, tu luyện cấm thuật của Quỷ Cốc phái, thực lực cao thâm khôn lường. Lý Tư dùng Cái Nhiếp làm mồi nhử, dụ Vệ Trang xuất kích. Trên đường đào vong, Thiên Minh đã kết giao với hậu nhân tướng quân nước Sở là Thiếu Vũ, cùng các cao thủ của Mặc gia, và thiếu nữ có thân thế bí ẩn Cao Nguyệt. Lúc này thủ hạ của Vệ Trang là Tứ đại thiên vương cũng lần lượt xuất hiện truy sát bọn người Thiên Minh...